# Germán Miric
Germán Eduardo Mirić Vega (Antofagasta, 19 de marzo de 1937) es ingeniero en mecánica y político comunista chileno, fue alcalde de Antofagasta durante el mandato de Salvador Allende entre 1967 y 1973. Una calle del sector sur de la ciudad de Antofagasta lleva su nombre.

## Carrera política

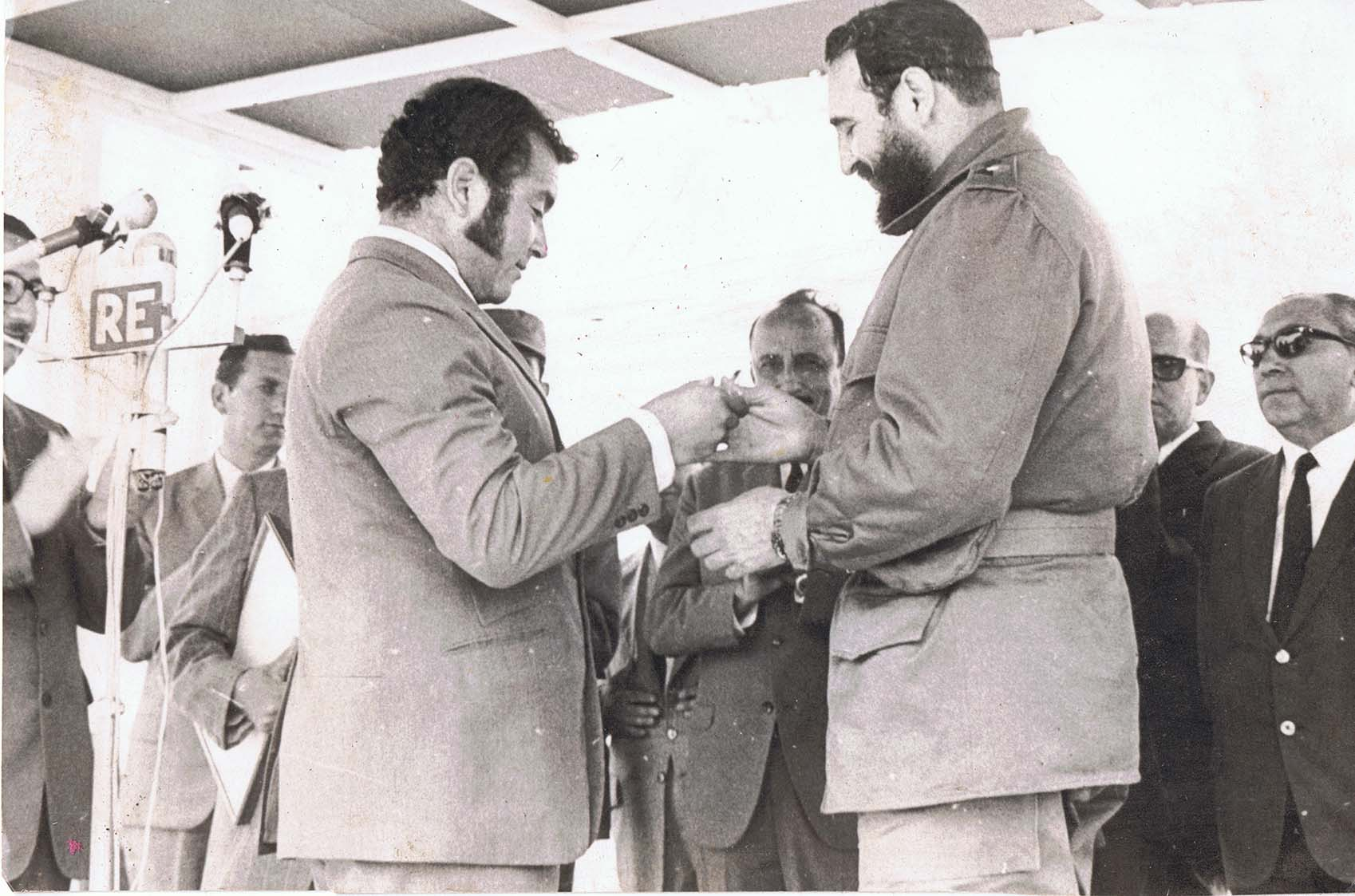
Germán Mirić junto a Fidel Castro durante su visita a Chile en 1971.

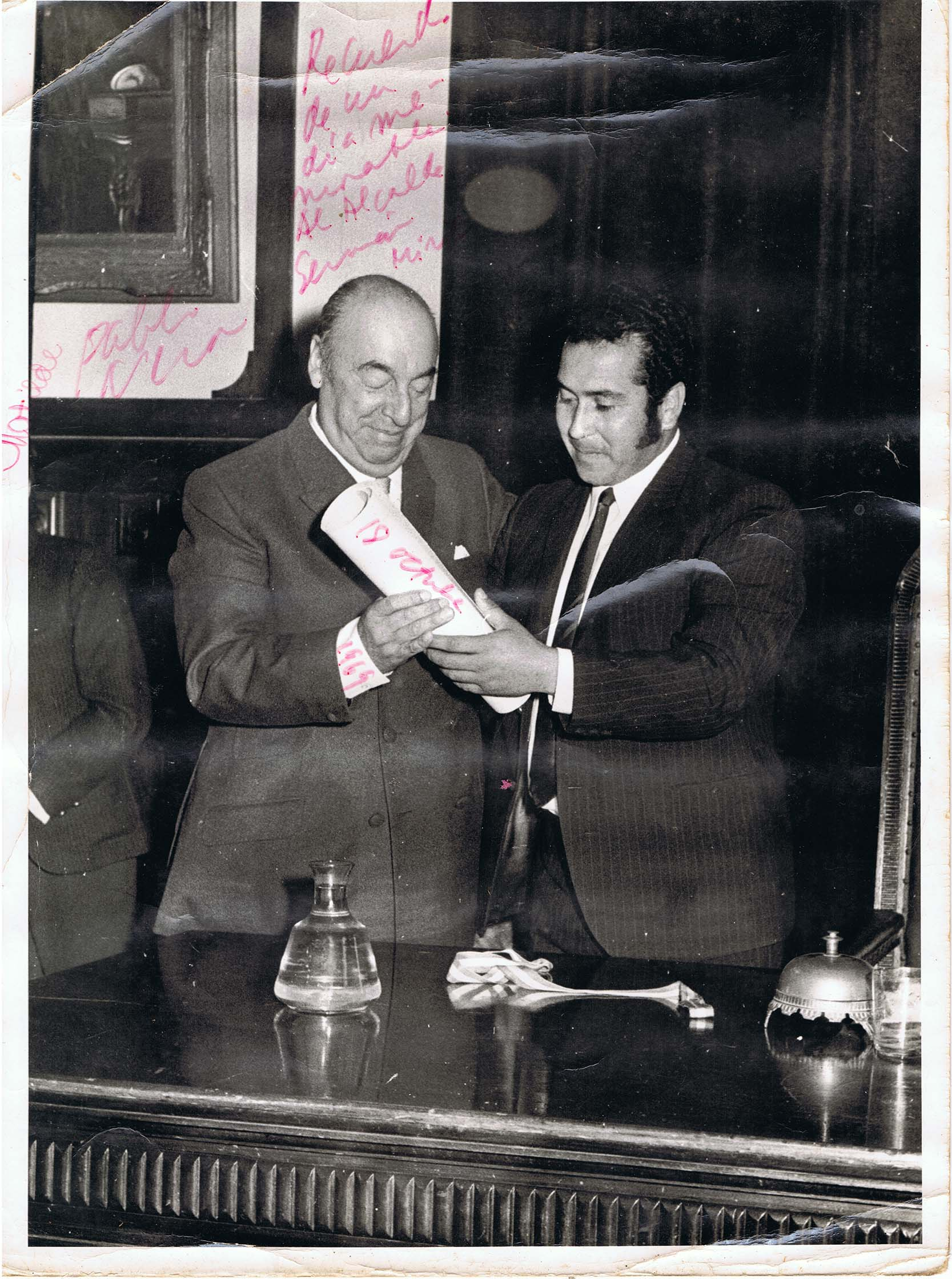
Germán Mirić junto al poeta Pablo Neruda, quien le hace un regalo.

Mirić fue un destacado político desde sus estudios en la Universidad Técnica del Estado donde también ejerció como Académico Titular para las carreras de Ingeniería. Fue sucesivamente militante del Partido Comunista de Chile, y en 1967 a sus 30 años de edad fue elegido Edil de la capital regional de Antofagasta y fue reelecto en el mismo cargo hasta la llegada del golpe de Estado de 1973, donde fue capturado y apresado durante un largo tiempo. 
Al igual que ahora, el intendente (provincial) de la época era el representante del Presidente de la República y quien tenía esa responsabilidad era Fernando Gómez, militante del Partido Comunista. El alcalde era Germán Mirić Vega, también del Partido Comunista.
Tras la intervención militar, ambos representantes fueron removidos. El general Joaquín Lagos asumió como intendente, mientras que a la alcaldía llegó Santiago Gajardo (PDC), tras petición realizada por Lagos. Los representantes de la Unidad Popular fueron detenidos y tomados prisioneros.
Junto a su esposa, Gladys Astorga Díaz, sus 5 hijos y su madre, fueron enviados a Mulchén, Región del Bio Bio, en donde vivieron durante 2 años en precarias condiciones en el período de la dictadura militar que se vivió en Chile desde 1973. En 1987 logra salir del país a través de una beca otorgada por la Embajada Británica en Chile con destino a Londres, donde permaneció junto a toda su familia durante más de 12 años, estableciendo vínculos fuertes en ese país; sus hijos cursaron sus estudios universitarios en universidades británicas y él se tituló en "MSc on biochemical engineering" (Maestro en Ciencias de la Ingeniería en Bioquímica) en la Universidad de Swansea.
Cabe mencionar que durante su permanencia en el Reino Unido fue militante activo del Partido Comunista de Gran Bretaña luchando por re instauración de la democracia en su país de origen. También formó parte del grupo de internacionalistas chilenos que combatieron por la Revolución Sandinista en Nicaragua.

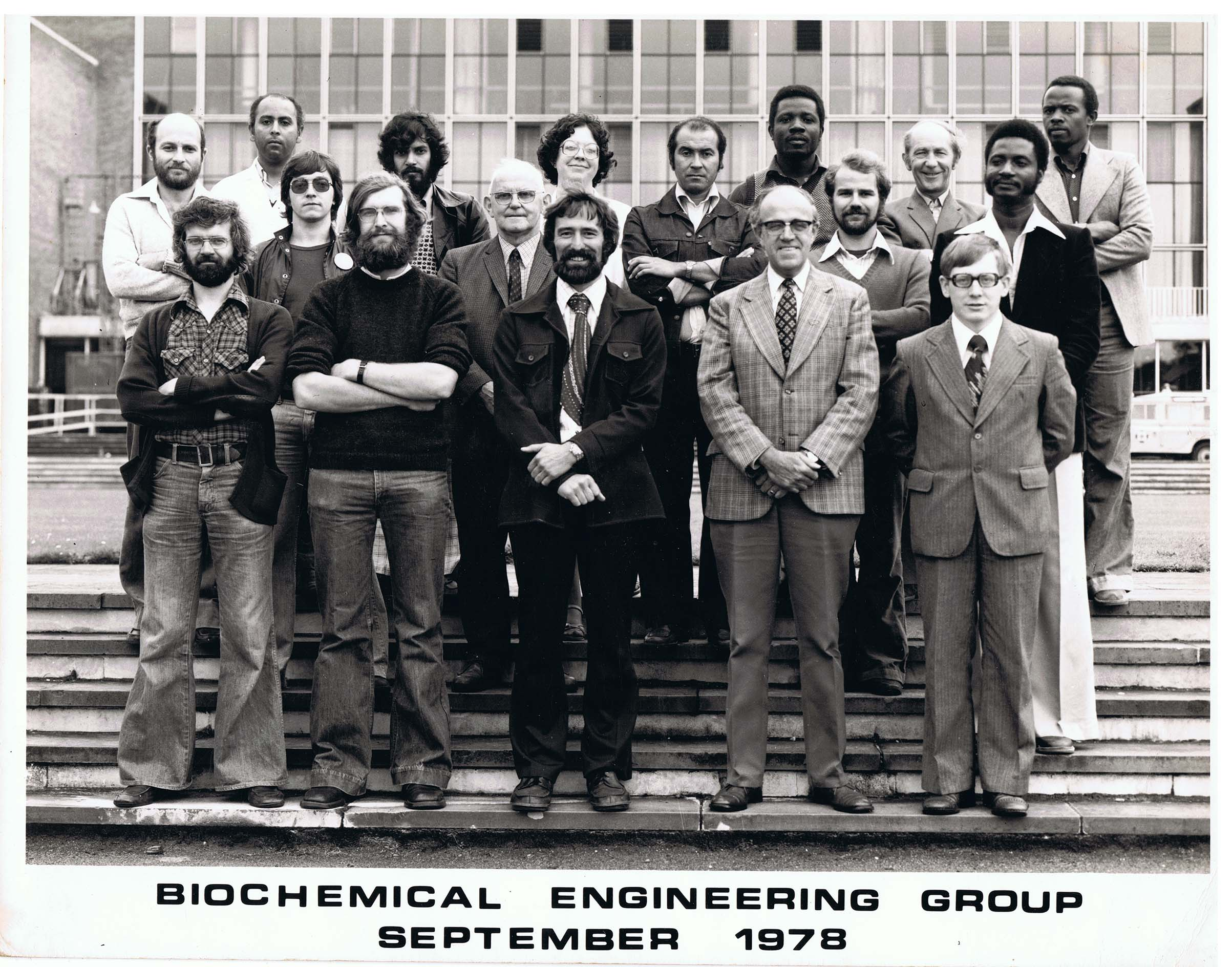
MSc in Biochemical Engineering Group of the Swansea University, Wales, UK 1978

Luego del "retorno a la democracia" en su país natal, decidió regresar solo para restablecerse en el país y así poder retornar con toda la familia. 
Ya establecido en el país, retorno a su carrera política como candidato a Diputado de la República por el Distrito 23 (Las Condes, Vitacura y Lo Barnechea). Más tarde sería nuevamente candidato a Alcalde pero esta vez por la comuna de San Vicente de Tagua Tagua compitió junto a la alcaldesa de ese período Virginia Troncoso Hellman.

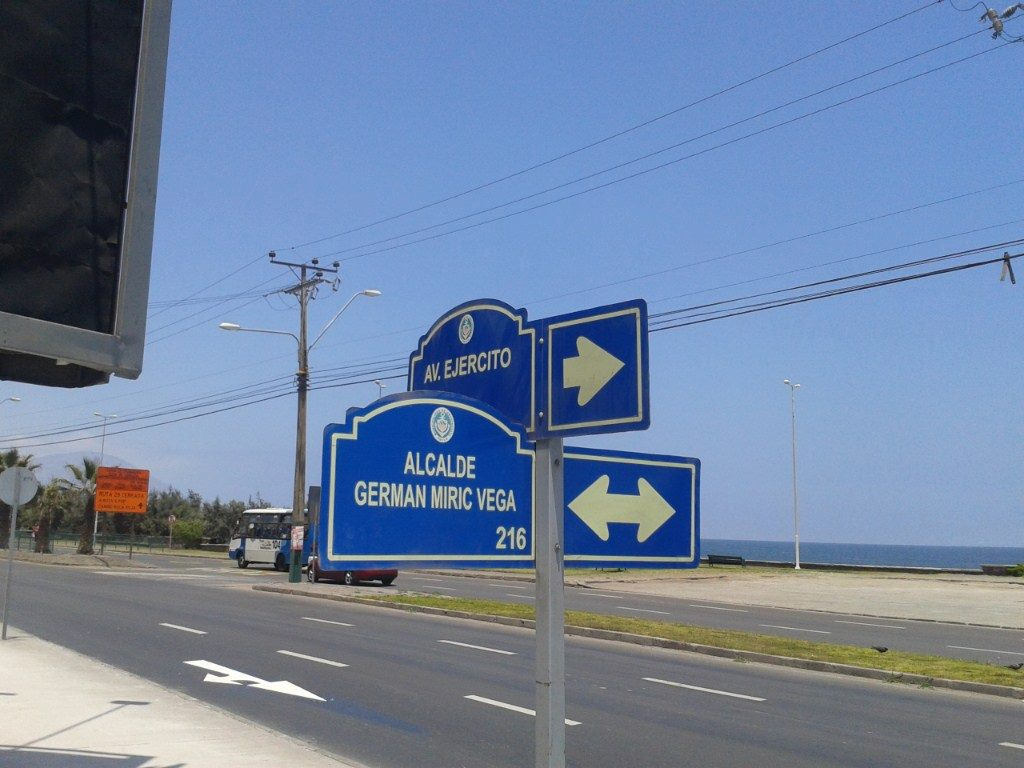
Calle Alcalde German Miric Vega en la comuna de Antofagasta, Región de Antofagasta, Chile.

## Historial electoral

### Elecciones parlamentarias de 2001
Diputado por el Distrito 23 (Las Condes, Vitacura y Lo Barnechea), Región Metropolitana.
| Candidato                              | Partido | Votos  | %     | Resultado |
| -------------------------------------- | ------- | ------ | ----- | --------- |
| Julio Dittborn Cordua                  | UDI     | 80 016 | 44,67 | Diputado  |
| Pía Guzmán Mena                        | RN      | 46 675 | 26,06 | Diputada  |
| Macarena de Los Ángeles Carvallo Silva | PRSD    | 27 751 | 15,49 |           |
| Sergio Patricio Wilson Petit           | PDC     | 18 278 | 10,20 |           |
| Germán Miric Vega                      | PC      | 3511   | 1,96  |           |
| Juan Luis Ortiz Soto                   | PH      | 2885   | 1,61  |           |

### Elecciones municipales de 2004
Alcalde de San Vicente de Tagua Tagua.
| Candidato                 | Partido | Votos | %     | Resultado |
| ------------------------- | ------- | ----- | ----- | --------- |
| Virginia Troncoso Hellman | UDI     | 9621  | 48,50 | Alcaldesa |
| René Leyton Leyton        | PDC     | 9104  | 45,89 |           |
| Germán Miric Vega         | PCCh    | 1113  | 5,61  |           |